# 조선총독부 학무국
조선총독부 학무국(朝鮮總督府 學務局)은 조선총독부가 설치한 행정 조직이며 일제강점기 조선에서 문교, 종교, 사회 행정을 관장하였다.

## 연혁
1910년 10월 1일에 한일 병합 조약에 따라 조선총독부가 설치되면서 내무부 관하에 학무국이 설치되었다. 1919년 8월 20일에 조선총독부 관제 개정(칙령 제386호)에 의해서 학무국은 총독 직속의 국으로 변경되었다.

## 기구
※ 1941년 9월 1일 당시의 조직 구성이다. 이외에도 총독부 소속 관청으로 경성제국대학, 관립 학교, 조선총독부도서관, 조선총독부 육군병 지원자 훈련소 등이 설치되었다.
- 학무국(學務局)
  - 학무과(學務課)
  - 사회교육과(社會教育課)
    - 박물관(博物館)

  - 편집과(編輯課)
  - 교학연수소(教學研修所)
  - 중견청년수련소(中堅青年修練所)

## 참고 문헌
- 조선총독부 편, 《시정 30년사》(施政三十年史), 조선총독부, 1940년.
- 조선총독부 편, 《조선사정 쇼와 17년도판》(朝鮮事情 昭和十七年度版), 조선총독부, 1941년.
- 전전기관료제연구회 편, 《전전기일본관료제의 제도·조직·인사》(戰前期日本官僚制の制度·組織·人事), 도쿄대학교출판회, 1981년.

## 같이 보기
- 조선총독부